# Memories in my head
Memories in my head is een studioalbum annex EP van Riverside. De band keek met dit kortdurend plaatje terug op de geschiedenis van de band tot 2011. Het album is uitgegeven ter gelegenheid van het tienjarig bestaan van de band. Het was in eerste instantie alleen tijdens hun concerten verkrijgbaar, later volgde een normale uitgave. Het nummer Forgotten land belandde in de Poolse hitparade en werd tevens gebruikt ter promotie van het spel The Witcher 2.

## Musici
- Mariusz Duda –zang, basgitaar, akoestische gitaar
- Piotr Grudziński - gitaar
- Piotr Kozieradzki – slagwerk
- Michał Łapaj – toetsinstrumenten, hammondorgel, theremin

## Muziek
Alles van Duda (teksten) en Riverside (muziek)

| Nr. | Titel                   | Duur  |
| --- | ----------------------- | ----- |
| 1.  | Goodbye sweet innocence | 10:40 |
| 2.  | Living in the past      | 11:59 |
| 3.  | Forgotten land          | 9:57  |